# Marie l'Égyptienne
Ne doit pas être confondu avec Marie de Jérusalem.
Marie l'Égyptienne est une sainte chrétienne, qui aurait vécu en ermite au Ve siècle, ou au IIIe siècle selon Jacques de Voragine, en Palestine. Elle fait partie de ces anachorètes absolus que l'on nomme brouteurs. Elle est fêtée dans l'Église orthodoxe et dans l'Église catholique. Elle est célébrée le 1er avril.

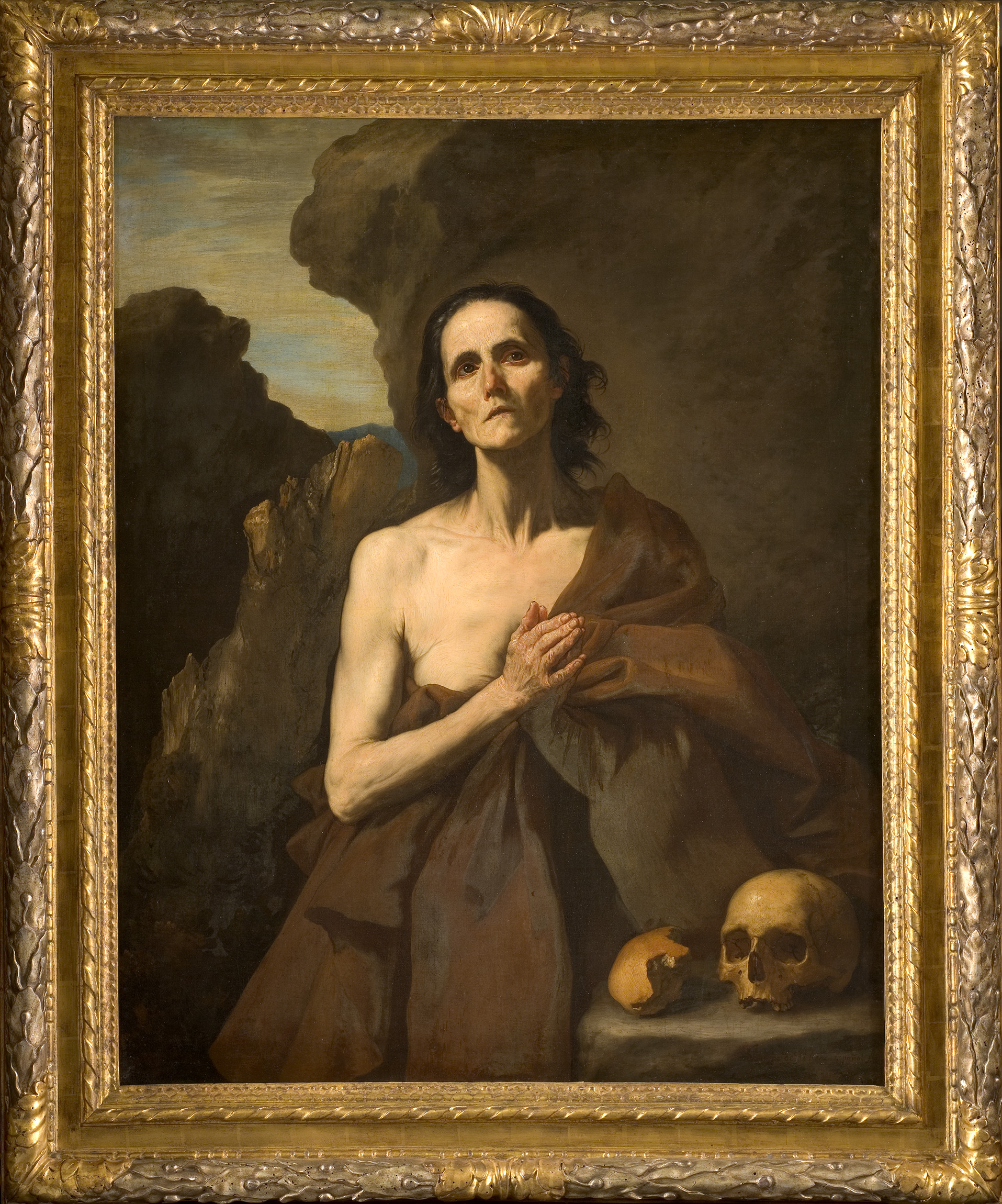
Sainte Marie l'Égyptienne, José de Ribera, huile sur toile, 1641, Montpellier, Musée Fabre.

## Origine de la légende
Si l'on se réfère au Dictionnaire Encyclopédique du Christianisme ancien, l'histoire de Marie l'Égyptienne se serait transmise oralement parmi les moines de Palestine aux environs du VIe siècle. Il s'agissait de la vie d'une femme, appelée Marie, qui vécut de nombreuses années en Palestine, au désert, pour y expier les péchés de sa vie passée. Des anachorètes la trouvèrent un jour, morte, et l'ensevelirent.
Il y eut plusieurs rédactions ultérieures de ce récit. L'une fait partie de la Vie de Cyriaque l'Anachorète. L'autre est insérée dans le Pré spirituel de Jean Moschus.
Sophrone de Jérusalem en fit aussi un récit, dans lequel la sainte devient Égyptienne. Ce texte eut beaucoup de succès. Il y eut de nombreuses traductions et adaptations dans diverses langues :
- en latin, celles de Paul Diacre et d'Anastase le Bibliothécaire ;
- un poème de Flodoard ;
- une traduction en français de Rutebeuf ;
- un chapitre de La Légende dorée de Jacques de Voragine.

À partir de là, le culte ayant suivi la légende, de nombreuses églises furent dédiées à cette sainte.
Certains auteurs se sont demandé si Marie-Madeleine et Marie l'Égyptienne n'étaient pas une seule et même personne, et si La vie érémitique de Marie Madeleine (récit du IXe siècle) n'était pas directement inspirée de celle de la pénitente du désert, eu égard aux nombreux points communs que l'on retrouve dans leur hagiographie ; mais d'autres détails comme les trois pains et le visage émacié sont propres à Marie l'Égyptienne souvent représentée comme une vieille femme (tableaux de Ribera).

## Hagiographie

### Conversion

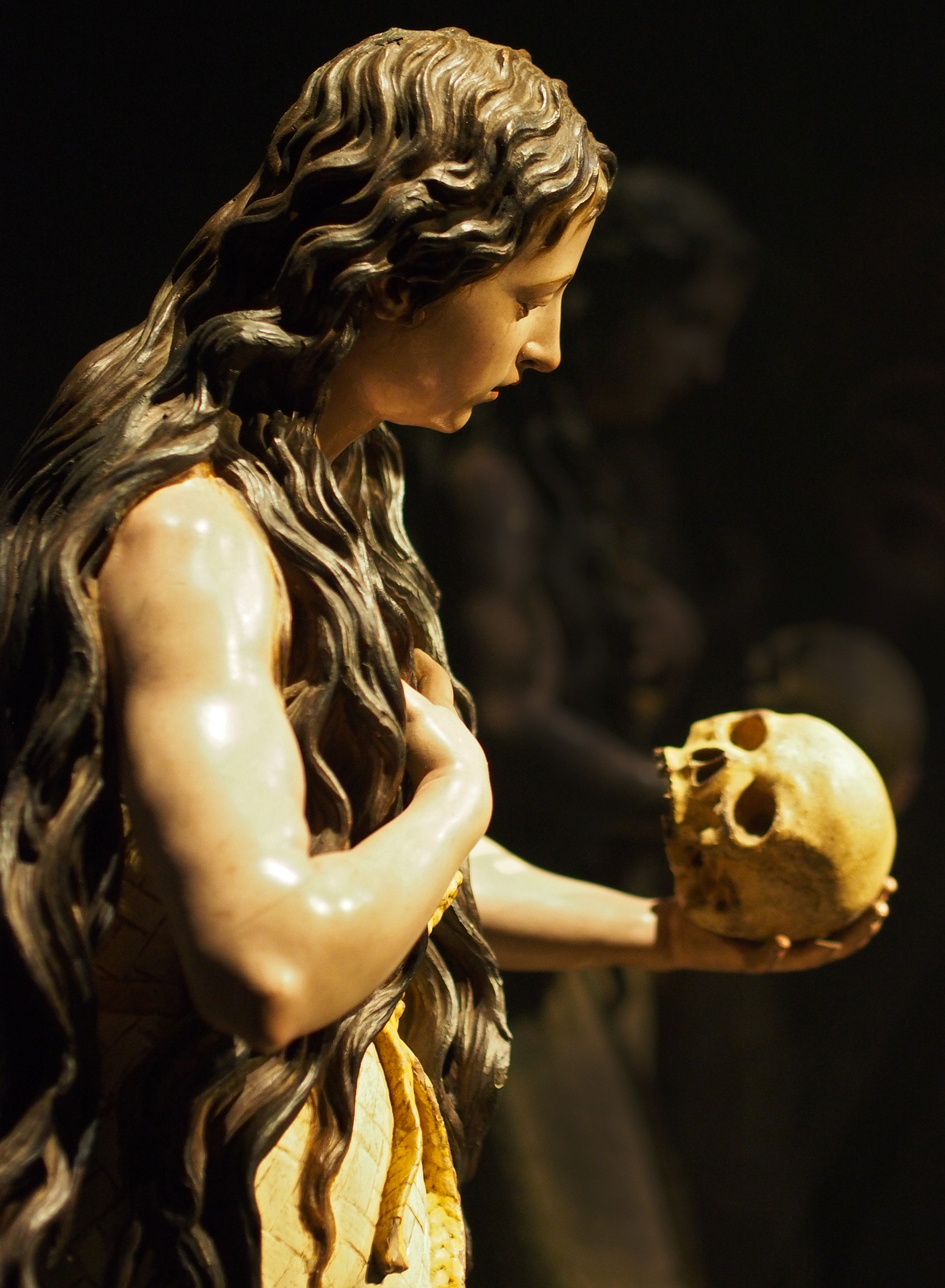
Marie l'Égyptienne par Luis Salvador Carmona.

Marie, née en Égypte dans les premiers siècles de la chrétienté, vécut à Alexandrie où elle arriva alors qu'elle avait 12 ans. Elle vivait dans la luxure, se prostituant dans tous les lieux de débauche de la ville.
Un jour, alors qu'elle allait avoir 29 ans, elle rencontra des pèlerins qui partaient pour Jérusalem sur un bateau. Elle décida de les suivre en payant son passage de ses charmes. Ils arrivèrent tous devant la basilique de la Résurrection, le jour de l'Exaltation de la Sainte Croix. Tous y entrèrent pour faire leurs dévotions. Mais Marie ne put en franchir le seuil, une force la repoussait chaque fois qu'elle voulait passer. Désespérée, elle se tourna vers l'icône de la Vierge Marie et la supplia d'intercéder en sa faveur.

« Moi, je suis dans la fange du péché et vous êtes la plus pure des vierges. Prenez pitié d'une malheureuse et faites pour mon salut, que je puisse adorer la croix de votre divin fils. » Aussitôt, mon cœur fut apaisé et, aucune force ne me retenant plus, j'entrai dans le sanctuaire comme portée sur les flots. »

— Citation de La Légende dorée
Elle put ainsi enfin entrer dans la basilique, tandis qu'une voix lui disait : « Si tu passes le Jourdain, tu y trouveras le repos ». Elle communia saintement et partit au-delà du Jourdain, dans le désert. Elle vécut là 47 ans, sans rencontrer âme qui vive, n'ayant pour seule ressource que quelques pains rapportés de Jérusalem, aux prises à de pénibles et intenses tentations.

### L'intervention de saint Zosime
Un jour, vint à passer l'anachorète Zosime de Palestine qui, après avoir entendu son récit, lui donna la Communion. Marie lui demanda de revenir l'année suivante, au même endroit, afin de lui apporter de nouveau ce sacrement. Zosime revint et découvrit la sainte couchée sur le sol, morte, la tête tournée vers Jérusalem. Près d'elle se trouvait un message lui demandant de l'ensevelir à la place où elle était. Mais le sol du désert était trop sec et trop dur, et Zosime ne put creuser la tombe. Un lion s'approcha, le saint lui demanda de l'aide. Le lion creusa la fosse avec ses pattes, et Zosime put enterrer Marie. Ensuite le lion s'éloigna, et Zosime rentra dans son cloître où il vécut encore de nombreuses années.

## Vénération
Elle est fêtée le 1er avril dans l'Église orthodoxe et dans le Martyrologe romain, ainsi que le cinquième dimanche du Grand Carême. Elle est fêtée le 2 avril dans les martyrologes occidentaux.

## Représentations
Elles sont nombreuses : on la représente le visage émacié, habillée de haillons, ou nue recouverte d'une longue et épaisse chevelure, elle a tantôt la peau noire, tantôt la peau claire. Elle est parfois accompagnée d'anges ou de démons.
De nombreuses statues la représentent, ainsi que des icônes et des tableaux :
- dessin à la plume de Baccio Bandinelli - Marie l'Égyptienne (début XVIe siècle), Musée des Beaux-Arts de Rennes ;
- tableau d'Antonio del Pollaiolo - La Communion de Marie l'Égyptienne (1460-1470), église de Poggibonsi ;
- statue polychrome du XVIe siècle de l'église Saint-Germain-l'Auxerrois de Paris.

L'Église Saint-Merri à Paris est décorée de trois scènes de la vie de Sainte Marie l'Égyptienne, réalisée par Théodore Chassérieau en 1842.

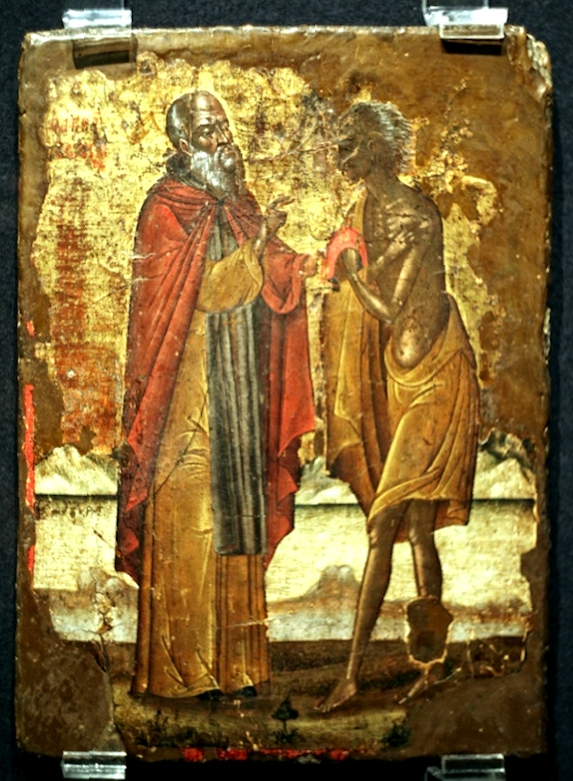
Zosim et Marie l'Égyptienne, icône orthodoxe.
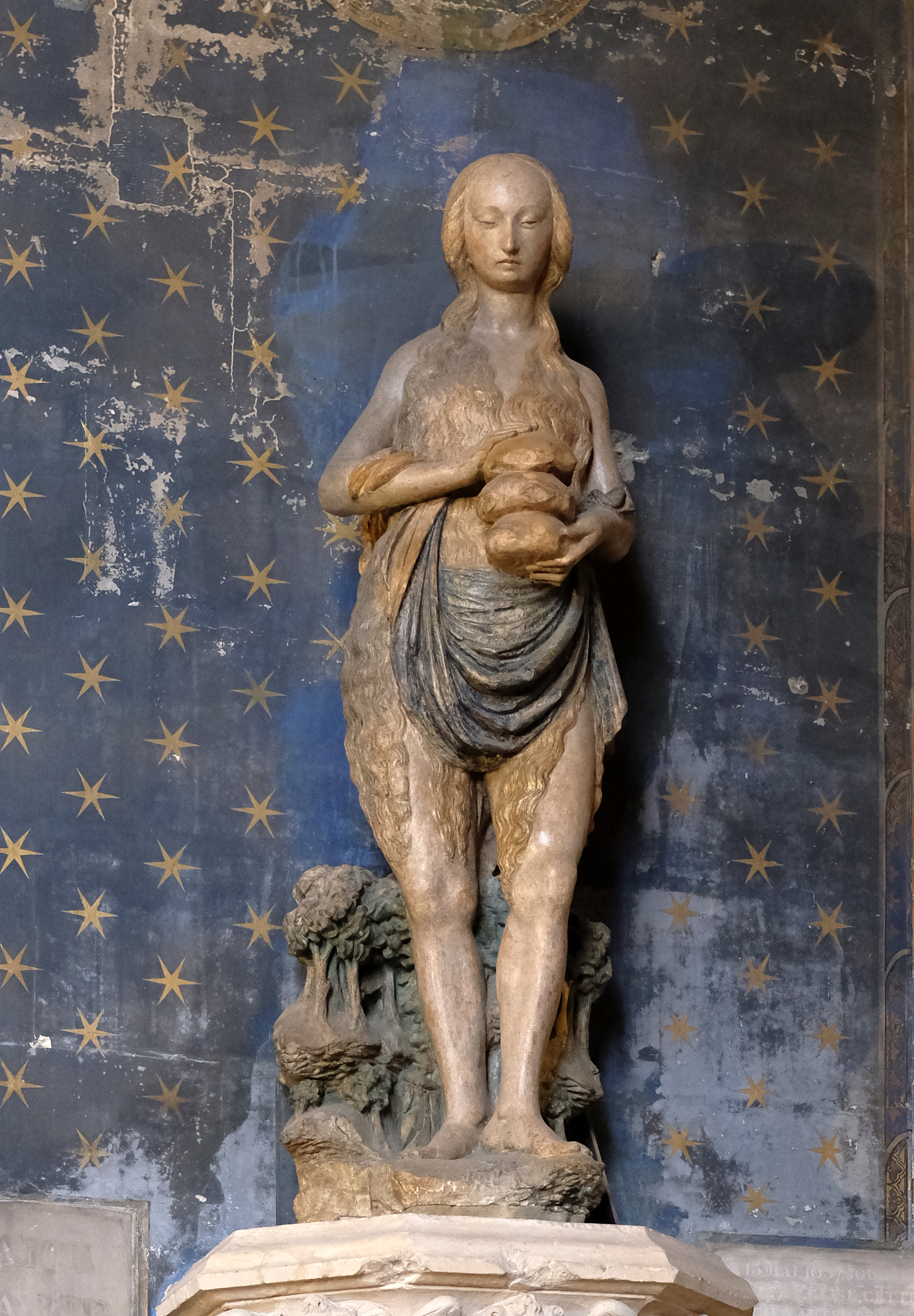
Marie l'Égyptienne de l'église Saint-Germain-l'Auxerrois de Paris.
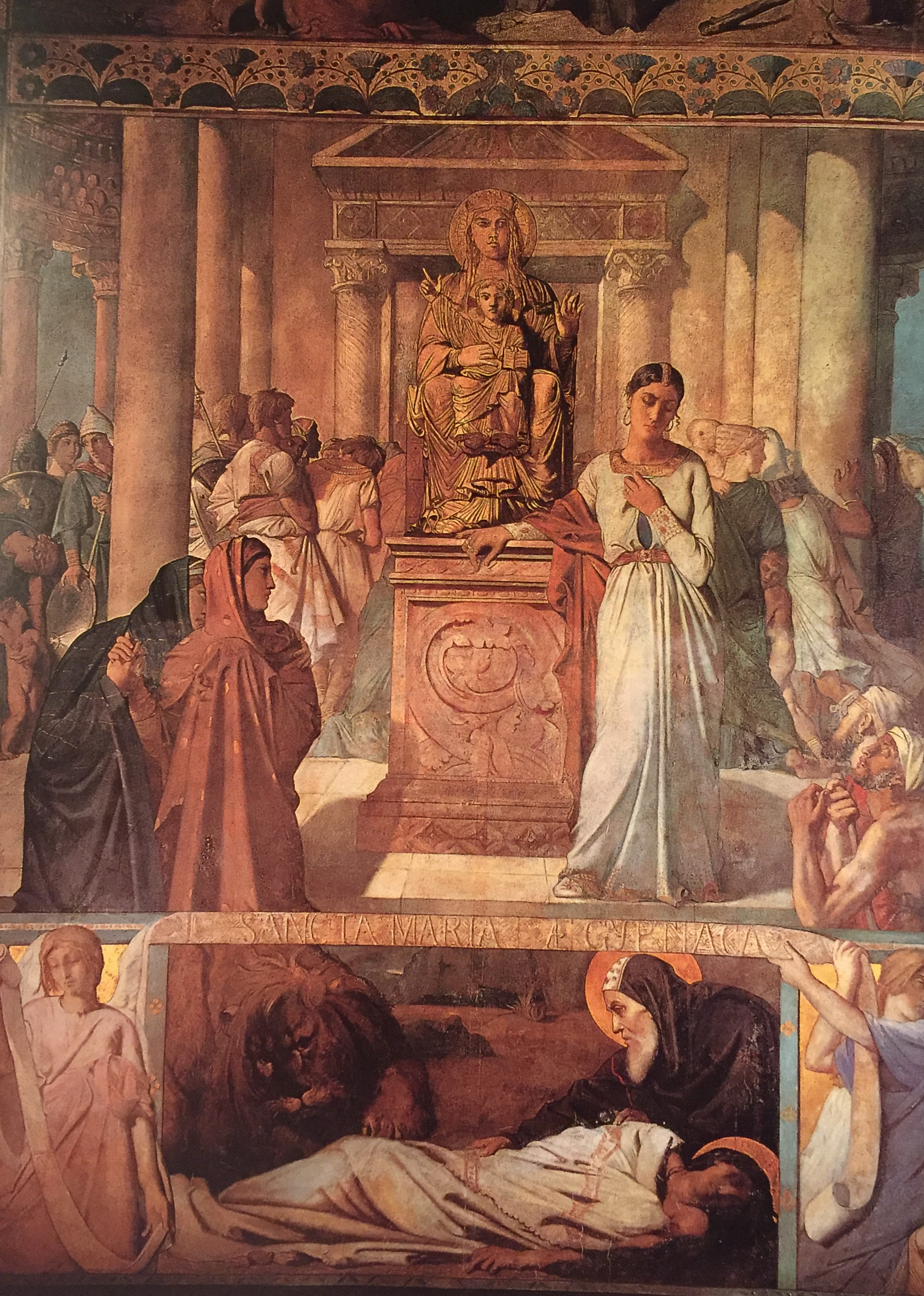
Conversion de Ste Marie l'Égyptienne 1842, Fresque Théodore Chassériau Église Saint-Merri, Paris
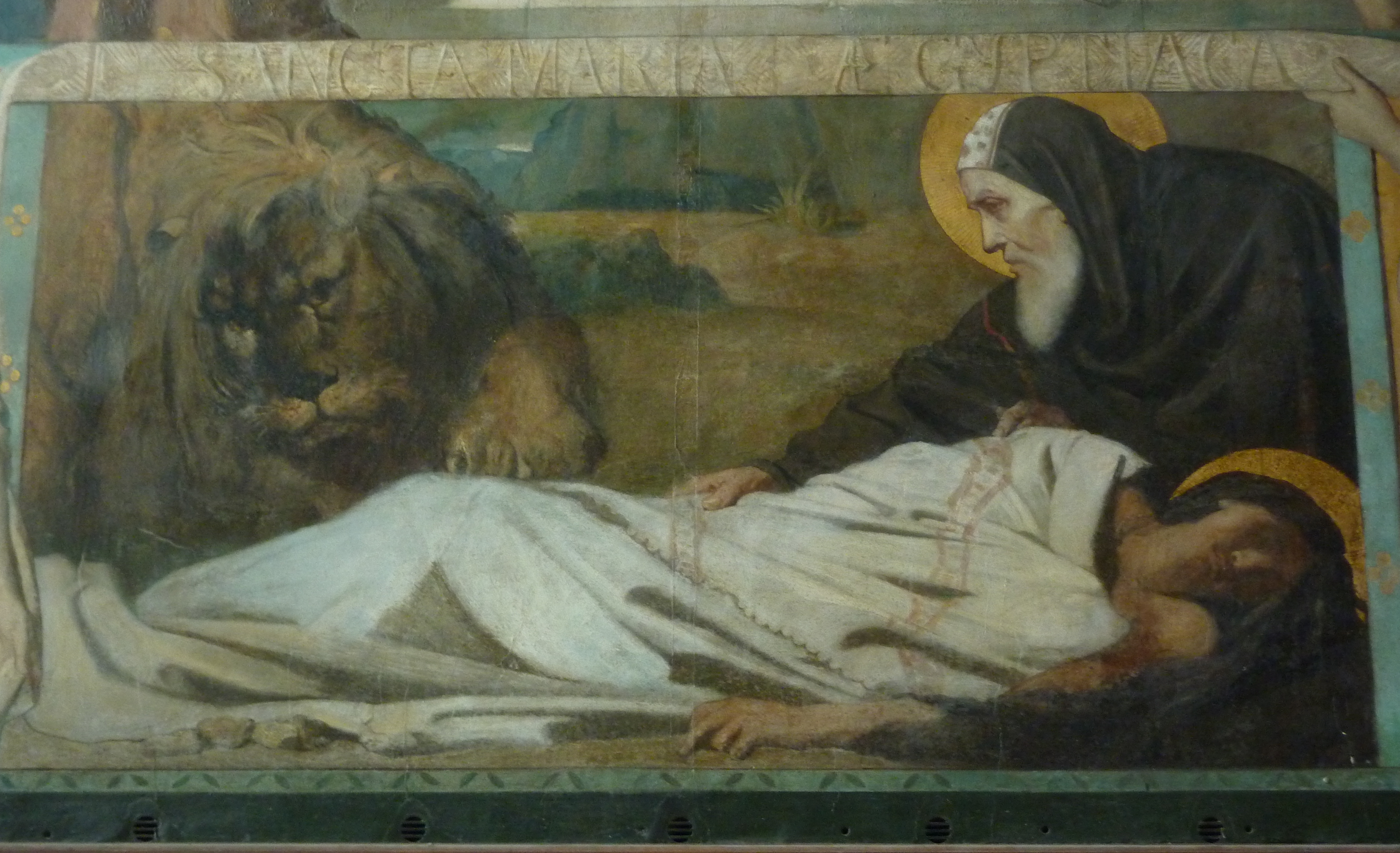
Ste Marie l'Égyptienne portée en terre 1842, Fresque Théodore Chassériau Église Saint-Merri, Paris

## Prières orthodoxes à Marie l'Égyptienne
- Tropaire[8]

« Illuminée divinement par la grâce de la Croix, tu devins un brillant flambeau de conversion en renonçant aux ténèbres des passions. C’est pourquoi saint Zosime t’a vue, vénérable Mère Marie, dans le désert comme un ange de Dieu. Puisqu’avec lui tu habites les cieux, intercède auprès du Christ en faveur de nous tous ! »

- Kondakion[9]

« Fuyant les ténèbres du péché et faisant briller sur ton cœur la lumière du repentir, tu t’avanças vers le Christ, choisissant, pour intercéder auprès de lui, sa sainte Mère immaculée. C’est pourquoi tu as trouvé la rémission de tes fautes, vénérable Marie, et sans cesse avec les anges tu exultes de joie. Et maintenant et toujours et dans les siècles des siècles : Amen ! »

## Dans la culture populaire

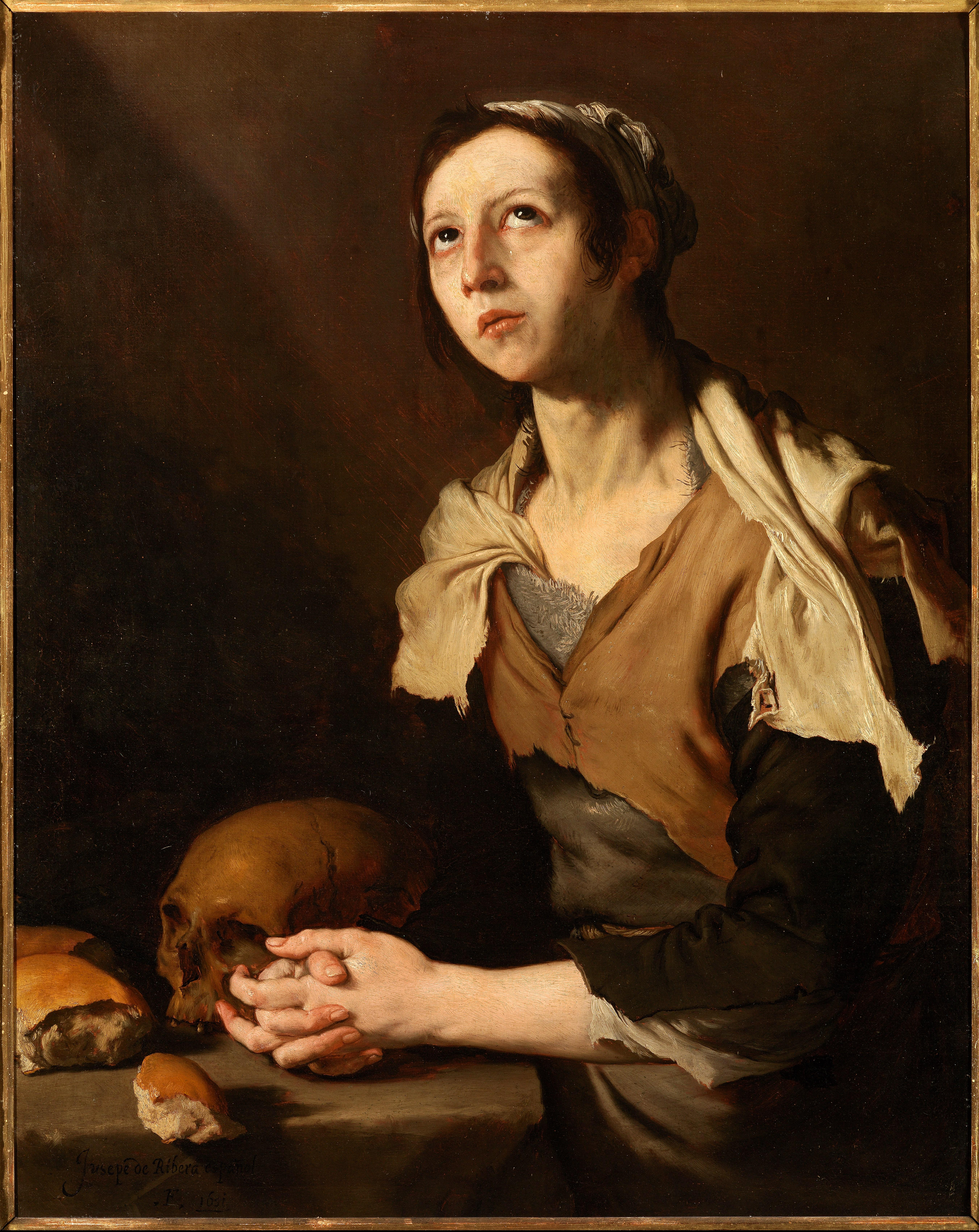
Marie l'Égyptienne, par José de Ribera.

Dans le Faust de Goethe, Marie l’Égyptienne est l'un des trois saints qui demandent à la Vierge le pardon de Faust. Les paroles ont été reprises par Mahler dans le final de sa 8e Symphonie.
Dans la pièce de Ben Jonson Volpone (1606) un des personnages utilise l'expression "Marry Gip". Des commentateurs ont avancé qu'il fallait comprendre "Mary of Egypt."
Marie l’Égyptienne a inspiré le livret de l'opéra Maria Egiziaca d'Ottorino Respighi de 1932 et celui de Sir John Tavener Mary of Egypt, (écrit en 1992 pour le Festival d'Aldeburgh).
Le Chef-d'œuvre inconnu (1831), une nouvelle de Balzac, contient une longue description d'un portrait de Marie l’Égyptienne « se disposant à payer le passage du bateau ».
Jacques Lacarrière publie en 1983 le roman "Marie d'Égypte", fondé sur une connaissance profonde de l'Antiquité grecque.
Le roman de science fiction de Nalo Hopkinson, The Salt Roads, représente également Marie l’Égyptienne et utilise une fiction historique pour raconter son histoire.
Dans le livre de poésie de John Berryman, vainqueur de Prix Pulitzer , The Dream Songs (en), le poème 47, sous-titré « April Fool's Day, or, St. Mary of Egypt », raconte la traversée du Jourdain par Marie l’Égyptienne.

## Source
- Rosa Giorgi, Le Petit Livre des saints, Larousse, 2006, p. 202   (ISBN 2-03-582665-9).

### Articles liés
- Dimanche de Marie l'Égyptienne
- Marie - Allume la neige
- Noms traditionnels d'anonymes bibliques
- Chapelle de Sainte-Marie-l'Égyptienne